# Challenger de Burnie 2017

El torneo Burnie International 2017 fue un torneo profesional de tenis. Pertenece al ATP Challenger Series 2017. Se disputará su 14.ª edición sobre superficie dura, en Burnie, Australia entre el 30 de enero al el 4 de febrero de 2017.

## Jugadores participantes del cuadro de individuales
| Favorito | País                      | Jugador            | Rank1 | Posición en el torneo |
| -------- | ------------------------- | ------------------ | ----- | --------------------- |
| 1        | Bandera de Japón          | Go Soeda           | 139   | Primera ronda         |
| 2        | Bandera de China Taipéi   | Jason Jung         | 163   | Primera ronda         |
| 3        | Bandera de Australia      | Andrew Whittington | 194   | Primera ronda         |
| 4        | Bandera de Egipto         | Mohamed Safwat     | 196   | Segunda ronda         |
| 5        | Bandera de Australia      | Matthew Barton     | 197   | Segunda ronda         |
| 6        | Bandera de Estados Unidos | Noah Rubin         | 200   | Segunda ronda         |
| 7        | Bandera de Kazajistán     | Alexander Bublik   | 207   | Segunda ronda         |
| 8        | Bandera de Japón          | Akira Santillan    | 211   | Semifinales           |

- 1 Se ha tomado en cuenta el ranking del 16 de enero de 2017.

### Otros participantes
Los siguientes jugadores recibieron una invitación (wild card), por lo tanto ingresan directamente al cuadro principal (WC):
- Alex Bolt
- Harry Bourchier
- Matthew Ebden
- Bradley Mousley

Los siguientes jugadores ingresan al cuadro principal tras disputar el cuadro clasificatorio (Q):
- Maverick Banes
- James Frawley
- Greg Jones
- Dayne Kelly

## Campeones

### Individual Masculino
- Omar Jasika derrotó en la final a  Blake Mott, 6–2, 6–2

### Dobles Masculino
- Brydan Klein /  Dane Propoggia derrotaron en la final a  Steven De Waard /  Luke Saville, 6–3, 6–4